# São Vicente (San Paolo)
São Vicente è un comune del Brasile nello Stato di San Paolo, parte della mesoregione Metropolitana de São Paulo e della microregione di Santos. È stata la prima città fondata dai portoghesi in America, nel 1532.